# Paulina Pozzali i Crotti
Paulina Pozzali i Crotti   (Cremona, 1875 - Cornellà de Llobregat, 10 de gener de 1953), fou una cantant d'òpera i articulista catalana d'origen italià.

## Biografia
Era esposa d'Arnau de Mercader i de Zufía (1852-1931), comte de Bell-lloc.
D'orientació cristiana molt profunda i que va ser rebuda per Pius XI el 1922, va resultar ferida en l'atemptat del Liceu de 1893. Va mantenir una forta vinculació amb la ciutat de Cornellà i va participar en els Jocs Florals de 1908, organitzats pel Centre Catalanista l'Avenç del mateix municipi.
Va mantenir el Palau Mercader de Cornellà des de la mort del seu espòs fins a l'esclat de la Guerra Civil el 1936, any en què el Comitè Revolucionari el va decomissar i va passar a dependre de la Generalitat de Catalunya. Finalitzada la guerra, hi tornaria per establir-hi la seva residència definitiva.
Paral·lelament va instituir la Fundació Bell-lloc-Pozzali, que tenia com a objectiu la urbanització del parc de Can Mercader. La forta oposició del veïnat del Barri d'Almeda de Cornellà i el resultat d'una consulta popular a membres de l'àmbit social, cultural i històric de la ciutat va impedir l'èxit del projecte i la fundació es va dissoldre.